# Post Danmark Rundt 2010
Post Danmark Rundt 2010 var den 20. udgave af det danske cykeletapeløb Post Danmark Rundt og blev kørt i perioden onsdag den 4. august – 8. august. Løbets sidste etape blev afsluttet med fem omgange på den 14 km rundstrækning i Rudersdal, hvor der i 2011 blev gennemført VM i landevejscykling.
Jakob Fuglsang fra Team Saxo Bank blev samlet vinder af løbet for tredje år i træk, hvilket er rekord for løbet. Sejren blev skabt på kongeetapen til Vejle 6. august, hvor Fuglsang og holdkammeraten Matti Breschel kom alene til mål, samt på enkeltstarten dagen derpå, hvor Fuglsang blev nummer tre.

## Etaper
| Etape    | Dato      | Strækning                             | Distance | Etapevinder               | Dagens Fighter                |
| -------- | --------- | ------------------------------------- | -------- | ------------------------- | ----------------------------- |
| 1. etape | 4. august | Holstebro – Holstebro                 | 175 km   | Matthew Goss (THR)        | Manuel Belletti (CSF)         |
| 2. etape | 5. august | Vildbjerg – Randers                   | 170 km   | Michael Van Staeyen (TSV) | Thomas Riber-Sellebjerg (VPC) |
| 3. etape | 6. august | Hadsten – Vejle                       | 185 km   | Matti Breschel (SAX)      | Kasper Jebjerg (TDK)          |
| 4. etape | 7. august | Nyborg – Odense                       | 100 km   | Mark Renshaw (THR)        | Niki Østergaard (GLU)         |
| 5. etape | 7. august | Middelfart – Middelfart (enkeltstart) | 19,4 km  | Svein Tuft (GRM)          | Ikke uddelt                   |
| 6. etape | 8. august | Høng – Rudersdal                      | 185 km   | Hayden Roulston (THR)     | Floris Goesinnen (SKS)        |
| Totalt   | Totalt    | Totalt                                | 834,4 km | Jakob Fuglsang (SAX)      | Jakob Fuglsang (SAX)          |

## Klassementerne og trøjernes fordeling gennem løbet
Dette er en oversigt over stillingen i de forskellige klassementer gennem løbet. Point- (spurter), bakke- og figtherkonkurrencen blev alle tildelt den rytter, der havde flest point i den pågældende konkurrence. De sidste tre (gul, ungdom og hold) blev tildelt efter rytternes tider.
| Etape  | Gule førertrøje     | Pointtrøje          | Bakketrøje                  | Ungdomstrøje       | Holdkonkurrence   | Fighterkonkurrence |
| 1      | Matthew Harley Goss | Matthew Harley Goss | Manuel Belletti             | Michael Van Stayen | Team HTC-Columbia | Manuel Belletti    |
| 2      | Michael Van Stayen  | Michael Van Stayen  | Michael Tronborg Kristensen | Michael Van Stayen | Team HTC-Columbia | Manuel Belletti    |
| 3      | Matti Breschel      | Matti Breschel      | Michael Tronborg Kristensen | Sep Vanmarcke      | Team Saxo Bank    | Kasper Jebjerg     |
| 4      | Matti Breschel      | Matti Breschel      | Michael Tronborg Kristensen | Sep Vanmarcke      | Team Saxo Bank    | Niki Østergaard    |
| 5      | Jakob Fuglsang      | Matti Breschel      | Michael Tronborg Kristensen | Rasmus Guldhammer  | Team Saxo Bank    | Niki Østergaard    |
| 6      | Jakob Fuglsang      | Matti Breschel      | Michael Reihs               | Rasmus Guldhammer  | Team Saxo Bank    | Floris Goesinnen   |
| Samlet | Jakob Fuglsang      | Matti Breschel      | Michael Reihs               | Rasmus Guldhammer  | Team Saxo Bank    | Floris Goesinnen   |

## Resultater

### Sammenlagt
|    | Rytter            | Hold                             | Tid      |
| -- | ----------------- | -------------------------------- | -------- |
| 1  | Jakob Fuglsang    | Team Saxo Bank                   | 19:03.38 |
| 2  | Svein Tuft        | Garmin-Transitions               | + 0.27   |
| 3  | Matthew Busche    | Team RadioShack                  | + 1.35   |
| 4  | Martin Mortensen  | Vacansoleil                      | + 1.38   |
| 5  | Matti Breschel    | Team Saxo Bank                   | + 1.39   |
| 6  | Rasmus Guldhammer | Team HTC-Columbia                | + 1.45   |
| 7  | Sergej Firsanov   | Team Designa Køkken - Blue Water | + 1.45   |
| 8  | Lars Bak          | Team HTC-Columbia                | + 1.48   |
| 9  | Maksim Belkov     | ISD-NERI                         | + 1.51   |
| 10 | Joost van Leijen  | Vacansoleil                      | + 1.59   |

### Pointkonkurrencen
|   | Rytter              | Hold              | Point |
| - | ------------------- | ----------------- | ----- |
| 1 | Matti Breschel      | Team Saxo Bank    | 48    |
| 2 | Mark Renshaw        | Team HTC-Columbia | 38    |
| 3 | Matthew Harley Goss | Team HTC-Columbia | 35    |

### Bakkekonkurrencen
|   | Rytter           | Hold                           | Point |
| - | ---------------- | ------------------------------ | ----- |
| 1 | Michael Reihs    | Team Designa Køkken-Blue Water | 42    |
| 2 | Floris Goesinnen | Skil-Shimano                   | 40    |
| 3 | Kasper Jebjerg   | Team Designa Køkken-Blue Water | 30    |

### Ungdomskonkurrencen
|   | Rytter            | Hold              | Tid      |
| - | ----------------- | ----------------- | -------- |
| 1 | Rasmus Guldhammer | Team HTC-Columbia | 19:05.23 |
| 2 | Gert Dockx        | Team HTC-Columbia | + 1.30   |
| 3 | Jesse Sergent     | Team RadioShack   | + 1.37   |

### Fighterkonkurrencen
|   | Rytter           | Hold                            | Point |
| - | ---------------- | ------------------------------- | ----- |
| 1 | Floris Goesinnen | Skil-Shimano                    | 14    |
| 2 | Manuel Belletti  | Colnago-CSF Inox                | 10    |
| 3 | Niki Østergaard  | Glud & Marstrand-LRØ Rådgivning | 10    |

### Holdkonkurrencen
|   | Hold                         | Nation  | Tid      |
| - | ---------------------------- | ------- | -------- |
| 1 | Team Saxo Bank               | Danmark | 57:12.20 |
| 2 | Vacansoleil Pro Cycling Team | Holland | + 2.23   |
| 3 | Garmin-Transitions           | USA     | + 2.37   |